# Pinguipedidae
Pinguipedidae är en familj av fiskar. Pinguipedidae ingår i ordningen abborrartade fiskar (Perciformes). Enligt Catalogue of Life omfattar familjen Pinguipedidae 80 arter.
Arterna förekommer främst på södra jordklotet i Atlanten, Indiska oceanen och Stilla havet. Några familjemedlemmar hittas även i bräckt vatten och/eller sötvatten. Det vetenskapliga namnet är bildad av de grekiska orden pinguis (fett) och pous (fot).
Släkten enligt Catalogue of Life:
- Kochichthys
- Parapercis
- Pinguipes
- Prolatilus
- Pseudopercis
- Ryukyupercis
- Simipercis